# 源馬
株式会社源馬（げんま）は、静岡県浜松市中央区舞阪町に本社を置く、日本の食品メーカー。

## 概要
1911年創業。「源馬の塩辛」及び「源馬の銘味」を標榜しており、創業当時は遠州灘で水揚げされたカツオの内臓を利用して塩辛等の水産加工食品を開発・製造した事で知られている。
遠州灘に於いて、カツオの漁獲量が減少した現在では、日本国内の他の地域からイカやタコ等を買い付けてイカやタコ等の加工食品の製造が中心となっている。イカの塩辛、タコの塩辛、カツオの塩辛、カツオの酒盗、海苔の佃煮を主要商品としており、その他、静岡県の代表的な産物であるワサビ、シラス、サクラエビを使用した商品も展開されている。
自社工場を設置している為、他社での製造は一切行っておらず、完全な自社生産方式で製造が行われている。
イカの塩辛に関しては、モンゴウイカを除いては基本的に国産のスルメイカを使用しているが、タコの塩辛はタイ及びベトナム産のイイダコを使用している。しかし、日本国内に於いて、スルメイカの不漁が深刻化した事と原料価格が高騰した事に伴い、2022年11月以降、順次海外産のスルメイカに切り替わる予定。又、かつて主力商品としていたカツオの塩辛・酒盗に関しても、現在は遠州灘、主に舞阪漁港で水揚げされたカツオは殆どが主に浜松市内の飲食店等に納品される為、当社では開発・製造は行われておらず、静岡県内の他の地域で製造された物を買い付けて当社でパッケージングする方式となっている。

## 主な商品
- いかの塩辛
- たこの塩辛
- かつおの塩辛・酒盗
- 海苔の佃煮
- 駿河桜えび
- 山葵しらす茶漬け

他多数

## 沿革
- 1911年 創業。
- 1981年 「株式会社源馬」に改組。
- 2011年 創業100周年。